# Remus (nazwisko)
Remus – nazwisko prawdopodobnie pochodzenia niemieckiego. Albert Heinze w książce „Deutsche Sippennamen” wskazuje, że pochodzi ono on staroniemieckiego słowa „rehm”, co oznaczało „niezależny”. W okresie XV-XVI wieku wskutek latynizacji uległo przemianie na „rem” i dalej na „remus”. Dodawanie końcówki „-us” było powszechną praktyką w średniowieczu.
Obecnie najwięcej osób o nazwisku Remus mieszka w Niemczech, Polsce (głównie w woj.kujawsko-pomorskim) i w Austrii. Wszędzie tam występuje dzisiaj także w rzadziej spotykanych formach piśmienniczych, np.: Rehmus, Rejmus, Reimus, Remuss itp., a także w pierwotnych formach Rehm i Rem.
Historycznie udokumentowano występowanie gałęzi rodowych na 5 głównych obszarach:
1. Augsburg, najwcześniej, już w XIII wieku,
2. Saksonia, pierwsza wzmianka pochodzi z 1524 roku,
3. dzisiejsza Ziemia Lubuska, zapiski pomiędzy 1599 rokiem do końcówką XIX wieku, od początków XX wieku osoby o tym nazwisku nie zamieszkują już na tym obszarze,
4. Gdańsk, od 1580 roku,
5. Pomorze Wschodnie, od około 1700 roku.

Jak na razie nie wykazano w naukowej formie wspólnego pochodzenia powyższych gałęzi rodowych.
Pierwszą historyczną postacią o pierwowzorze nazwiska był Konrad Rem von Gremheim, urodzony około 1240 roku, zmarły w roku 1302 w Augsburgu. Najbardziej znaną postacią historyczną był żyjący na przełomie XVI i XVII wieku, wywodzący się z gałęzi augsburskiej, Georgius Remus – wicekanclerz i prorektor uniwersytetu w Altdorf (niedaleko Norymbergi). Zasłynął głównie dzięki udziałowi w kodyfikacji prawa niemieckiego, wykonanej na polecenie cesarza Karola V.